# Diplomatski imunitet i povlastice
Diplomatski imuniteti je skup izuzeća od vlasti teritorijalne države priznatih međunarodnim pravom diplomatskim misijama i diplomatskom osoblju te članovima njihovih užih obitelji.
Diplomatske povlastice su povlastice koje međunarodno pravo priznaje članovima diplomatskog osoblja misije u obavljanju njihovih dužnosti i članovima njihovih obitelji koji žive u istom kućanstvu.

## Kodifikacija diplomatskog prava
Prvi pokušaj kodifikacije diplomatskog prava učinjen je na Bečkom kongresu 1815. godine. Tu je prihvaćen pravilnik kojim su izjednačeni nazivi i rangovi diplomatskih predstavnika. Do tada su vladari svojim predstavnicima davali visoke rangove, nadmećući se međusobno, a sve u cilju jačanja vlastitog ugleda. U međuvremenu bilo je još pokušaja kodifikacije diplomatskog prava. Međutim, tek nakon Drugog svjetskog rata Organizacija ujedinjenih naroda učinila je bitan korak u kodifikaciji diplomatskog prava, polazeći prije svega od potrebe određivanja statusa, imuniteta i povlastica svojih dužnosnika. Tako je Glavna skupština UN-a 13. veljače 1946. prihvatila Konvenciju o povlasticama i imunitetima specijaliziranih agencija  Organizacije ujedinjenih naroda.
U UN-u je pokrenuto pitanje kodifikacije klasičnog diplomatskog prava, pa je 1. ožujka 1961. godine u Beču, na diplomatskoj konferenciji, prihvaćena Bečka konvencija o diplomatskim odnosima.
U pitanjima koja nisu izrijekom uređena odredbama Konvencije i dalje se treba ravnati prema običajnom međunarodnom pravu.
U Beču je u travnju 1963. prihvaćena i Bečka konvencija o konzularnim odnosima.
Budući da se ove Konvencije odnose samo na redovite i stalne diplomatske misije i konzulate učinjen je daljni korak u kodifikaciji diplomatskog prava. Godine 1975. prihvaćena je Bečka konvencija o predstavljanju država u njihovim odnosima s međunarodnim organizacijama univerzalne naravi. Tom se Konvencijom, osim ostalog, stalne misije izjadnačavaju s diplomatskim misijama u pogledu imuniteta i povlastica.

## Imuniteti i povlastice prema Bečkoj konvenciji

### Nepovrjedivost
Prostorije diplomatske misije su nepovredive. Nijedno tijelo državne vlasti države primateljice ne smije ući u njih bez suglasnosti šefa diplomatske misije.
Također i arhiv i druga dokumentacija diplomatske misije nepovredivi su u svako doba i bez obzira na mjesto gdje se nalaze. To vrijedi i u slučaju izbijanja oružanog sukoba ili prekida diplomatskih odnosa.
Službeno je dopisivanje također nepovredivo. Pod time se podrazumijeva svako dopisivanje koje se odnosi na diplomatsku misiju i njezine funkcije.

### Imunitet od jurisdikcije
Osoba diplomatskog agenta je nepovrediva. On ne može biti uhićen ili zadržavan. Država primateljice mora prema njemu postupati s dužnim štovanjem i poduzeti potrebne mjere da bi spriječila nanošenje uvrede njegovoj osobi, slobodi i dostojanstvu od trećih osoba.
Diplomatski agent mora poštovati zakone i propise zemlje primateljice, ali može biti pozvan samo pred sud svoje zemlje. Bečka konvencija ograničuje imunitet od jurisdikcije diplomatskom agentu, ako je građanini države primateljice, samo na radnje u obavljanju njegovih funkcija.